# Paradisier de Stéphanie
Astrapia stephaniae
Espèce
Statut de conservation UICN

 LC  : Préoccupation mineure
Statut CITES
Le Paradisier de Stéphanie (Astrapia stephaniae) est une espèce de passereaux de la famille des Paradisaeidae, nommé en l'honneur de la princesse Stéphanie de Belgique (1864-1945).
Son nom est dédié à la princesse Stéphanie de Belgique (1864-1945).
Cet oiseau est endémique de Papouasie-Nouvelle-Guinée.

## Distribution
En deux poches dans le centre-est et l’est de la Nouvelle-Guinée avec un îlot de présence dans l’extrême est. Elles ne correspondent pas aux deux sous-espèces, feminina étant séparée de stephaniae (poche du centre-est) par la ligne orogénique et, ici, par la ligne de partage des eaux de la vallée de Waghi.

## Sous-espèces
D'après la classification de référence (version 5.2, 2015) du Congrès ornithologique international, cette espèce est constituée des deux sous-espèces suivantes :
- A. s. stephaniae (Finsch & Meyer, 1885) : monts Doma, Hagen et Giluwe (au sud de la ligne de partage des eaux) puis aire de Wau et monts Owen Stanley (poche de l’est) et Dayman (poche de l’extrême est).
- A. s. feminina Neumann, 1922 : aires de Schrader et de Bismarck (au nord de la ligne de partage des eaux).

## Habitat
Elle affectionne les forêts de moyenne et de haute montagne entre 1 300 et 3 500 m, mais surtout entre 1 500 et 2 800 m, avec leurs lisières et leurs formations secondaires en forêt coupée et dégradée (Frith & Frith 2009).

## Alimentation
L’astrapie de Stéphanie recherche surtout les fruits et plus particulièrement ceux du genre Schefflera avec un complément d’insectes, araignées, grenouilles arboricoles et scinques. Comme l’astrapie à queue rubanée, elle inspecte les branches et les troncs couverts de mousse, dans la strate moyenne ou supérieure, en quête de ces petites proies. Elle peut aussi former des groupes mixtes en nourrissage avec l’épimaque de Meyer Epimachus meyeri avec lequel elle s’hybride dans l’ouest de sa distribution (Frith & Frith 2009).

## Mœurs
Elle recherche généralement sa nourriture seule ou en petits groupes lâches, de deux ou trois spécimens et, parfois, jusqu’à six individus (Frith & Frith 2009).

## Voix
Le mâle émet seulement quelques cris ténus comme une série de nge, nge, nge ou encore ss, ss, ssw, ssw et la femelle est connue pour produire de simples couinements. Des notes criardes et étirées, parfois suivies par d’autres vocalises hoo-hee-hoo-hee... et reprises par plusieurs individus simultanément, ont également été décrites (Frith & Frith 2009).

## Parade nuptiale
En parade nuptiale, le mâle poursuit généralement la femelle en sautillant de branche en branche tout en lançant des cris par intermittence. Ce comportement nuptial stimule les autres mâles observateurs à faire de même.
Lors de la parade communautaire de type lek, les mâles déploient les plumes ornementales des oreillons et de la poitrine et sautillent de branche en branche, le corps pratiquement à la verticale, en balançant leur queue de droite à gauche ce qui produit un claquement sec. Lorsque la parade gagne en intensité, ils sautent frénétiquement jusqu’à dix fois d’un perchoir à l’autre, le corps à l’horizontale, les épaules arrondies, les ailes partiellement ouvertes et la tête appuyée contre la poitrine (Frith & Frith 2009, Ottaviani 2012).

## Nidification
Peu de nids ont été trouvés. Ils consistent en une coupe volumineuse essentiellement constituée de plantes épiphytes avec une épaisse assise de grandes feuilles et de plantes grimpantes, le tout tapissé intérieurement de fibres de racines, de petites feuilles et de lambeaux d’écorce. Deux nids étaient construits dans des fourches d’arbres à une dizaine de mètres de hauteur et un troisième à quatre mètres dans un bambou grimpant. La ponte comporte un seul œuf (Frith & Frith 2009).

## Statut, conservation
L’espèce n’est pas considérée comme globalement menacée, étant commune dans certains sites et rare dans d’autres malgré une apparente bonne écologie d’habitat. Un déclin a été observé au début des années 1960 et 1970 dans la vallée de Kaironk et attribué à la chasse pour la collecte des plumes (Frith & Frith 2009).